# Eeedays
Eeedays tidigare Eeedagarna och av mässan av skrivet eeeDays är en arbetsmarknadsmässa för ekonomi- och systemvetarstudenter som anordnas årligen i februari av Lundaekonomerna, studentkåren vid Ekonomihögskolan i Lund. Mässan besöks av omkring 4000 studenter och 80 företag.
Mässan pågår i två heldagar i slutet på februari och innefattar ett kvällsevent efter första mässdagen (eeeConnect) och en stor bankett vid namn "Pytten" i stora salen i AF-borgen i Lund efter den andra dagen. 
Förkortningen "eee" står för Efsilekonomernas Ekonomdagar, och härstammar från tiden innan Lundaekonomerna bildades genom en sammanslagning av ekonomföreningarna Efsil och Flie.